# Théodore Noël
Pour les articles homonymes, voir Noël (homonymie).
Théodore Noël dit « Tiédor » (né dans la Creuse le 25 décembre 1853 à Saint-Maixant et décédé le 19 mai 1937 à Saint-Yrieix-la-Montagne dans le même département), est un joueur de chabrette (variante limousine de la musette), et un compositeur de musique folklorique limousine.

## Biographie
Connu dans le milieu de la musique traditionnelle, Tiédor est un autodidacte de génie.
Bébé abandonné près de Saint-Maixant, le jour de Noël (25 décembre 1853), il fut trouvé par le cantonnier du village qui lui donna le prénom de Théodore qui était celui d'un de ses fils. Il est très vite envoyé à Saint-Yrieix-la-Montagne, où il devient berger et maçon.
Il n'avait ni argent ni partition, mais il fabriquait lui-même sa chabrette et inventait ses premiers airs. D'abord destinée à rassembler les brebis, cette pratique périodique lui a vite permis de devenir un joueur de chabrette accompli.
Ses capacités d'assimilation lui ont permis d'apprendre à lire et à écrire lors de son service militaire où l'on fit appel à lui pour rédiger des documents pour les mairies ou les écoles. Ces facultés lui ont aussi servi à interpréter, s'approprier, compléter, améliorer les airs d'autrefois, des chansons de France et d'ailleurs.